# Mister Gang
Mister Gang est un groupe de reggae français.

## Biographie
Le groupe, originaire de Villabé dans l'Essonne, s'est formé au début des années 1990 en associant des artistes d'horizons musicaux différents. Leur studio, nommée  Studio Schnaax, était situé sur l'Île de Moulin-Galant de Villabé.
Le groupe, qui est aussi un collectif, est composé de musiciens et de chanteurs d'origines diverses. Le chanteur Loscar est portugais et le chanteur Timike est né en Guadeloupe. Cette diversité se retrouvent dans les textes chantés dans un mélanges de trois langues : français, créole et portugais.
En 2003, le groupe s'est produit dans plus de 700 concerts en treize années de carrière.
Un des membres, Timike (ou T-Mike) poursuit désormais sa route sous le nom Le petit dernier. La section cuivres, le batteur, le clavier et le bassiste de cette même formation sont aujourd'hui les membres du groupe Sunshiners.

## Discographie
- Mister Gang (1994)
- Réagis (EP) (1995)
- Liberté Illégale » (1999)
- Paris Lisbonne Pointe-à-Pitre (2001)
- Live in Kanaky (mars 2003)

## Membres
- 1990 - 1992 : batteur : Gael Chosson, chants : Joss & Loscar, guitares : Tanguy, basse : Toko, cuivres : Mols & Marco ;
- 1992 - 1994 : batteur : Gael Chosson, chants : Joss & Loscar, guitares : Chinch, basse : Toko, cuivres : Mols & Feal ;
- 1994 - 1999 : batteur : Gael Chosson, chants : Joss & Loscar, guitares : Chinch', basse : Toko, cuivres : Mols & Feal, claviers : Capt'n ;
- 1999 - 2003 : batteur : Gael Chosson, chants : Timike & Loscar, guitares : Marc Mayson, basse : Toko, saxophones : Feal Le Rouzic, trompette : Mols, trombone : Daniel Zimmerman (remplacé par Blaise Margail puis par Thomas Henning), claviers : Capt'n ;

## Participations
- 2002 : reprise de Les Dingues et les Paumés sur l'album hommage à Hubert-Félix Thiéfaine Les Fils du coupeur de joints